# Agriotypus silvestris
Agriotypus silvestris là một loài tò vò trong họ Ichneumonidae.